# アブランテス
アブランテス （Abrantes [ɐˈβɾɐ̃tɨʃ] ( 音声ファイル)）は、ポルトガル、サンタレン県の都市。都市としては人口約17,830人だが、同名の基礎自治体としては約39,000人の人口を持つ。

## 地理
テージョ川右岸から標高1mの丘の上にある。ガヴィアンからコンスタンシアまでの川谷全体が標高1mほどである。

## 経済
アブランテスは近接する地域の産業および農業のハブ地となっている。金属加工、機械工業が行われている。

## 歴史
- 1173年 - アフォンソ・エンリケスがアブランテス城をサンティアゴ騎士団へ授ける。
- 1179年 - 最初の憲章が授けられる。
- 1217年 - アフォンソ2世より憲章が再確認される。
- 1476年 - ロポ・デ・アルメイダがアブランテス伯爵となる。
- 1807年 - ジャン＝アンドシュ・ジュノー率いるフランス軍に占領される。
- 1862年 - 鉄道が敷設される
- 1870年 - テージョ川に道路橋が架けられる。鉄道橋は1889年に完成する。
- 1916年 - 都市に昇格する

## 姉妹都市
- パルトネー、フランス
- サン・ニコラウ島、カーボベルデ
- 熊本県人吉市、日本